# Rune Rudberg
Rune Rudberg (Trøgstad, 23 agosto 1961) è un cantante norvegese.

## Biografia
Ut mot havet (1988), album in studio d'esordio da solista del cantante, ha raggiunto la cima della VG-lista; il disco contiene il brano omonimo, certificato platino dalla IFPI Norge per le 60 000 unità accumulate. L'anno successivo viene presentato il secondo LP, Vinger over Europa, arrivato alla 7ª posizione della classifica norvegese. Ha partecipato varie volte al Melodi Grand Prix norvegese tra gli anni '80 e '90, con canzoni alle volte scritte insieme a Nick Borgen.
A diversi anni di distanza Rudberg ha fatto ritorno in classifica con Rett fra sofaen (2007), decimo progetto in studio arrivato alla 34ª posizione. Strong Enough (2012) contiene la traccia This Is My Life, certificata oro.

## Discografia

### Da solista

#### Album in studio
- 1988 – Ut mot havet
- 1989 – Vinger over Europa
- 1990 – Lysene fra land
- 1994 – Tidevannsbølger
- 1997 – Halfway to Paradise
- 1999 – Julenissen tror på meg
- 2000 – På nye eventyr
- 2004 – Gone Country
- 2006 – Runaway
- 2007 – Rett fra sofaen
- 2009 – Stormande hav
- 2012 – Strong Enough
- 2016 – Kindly Keep It Country

#### Raccolte
- 1995 – Landeplager
- 2000 – På oppfordring
- 2003 – Fri som en vind
- 2004 – Topp 20
- 2013 – 40 første hits 1984-1997
- 2016 – 20 største hits

#### Singoli
- 1983 – Alle vil vi gratulere (Det er om sommer'n det skjer)
- 1987 – Ut mot havet/A Hopeful Heart
- 1988 – Farvel Marita
- 1988 – Return to Christmas
- 1989 – Hei Moss!
- 1989 – Ljuvliga weekend
- 1990 – Varme over alt

### Rune Rudberg Band
- 2013 – Tro
- 2015 – Levd liv
- 2018 – Minner
- 2019 – Old Country
- 2022 – Labyrint

### Scandinavia

#### Album in studio
- 1991 – Scandinavia 3
- 1991 – På oppfordring
- 1993 – Scandinavia 4
- 1996 – Sammen igjen
- 2004 – Tänd ett ljus i fönstret
- 2006 – Alle mann til pumpene

#### Album dal vivo
- 2001 – De aller beste «live»

#### Raccolte
- 2008 – Best of Scandinavia